# Пегги Сью вышла замуж
«Пегги Сью вышла замуж» (англ. Peggy Sue Got Married) — художественный фильм режиссёра Фрэнсиса Форда Копполы.

## Сюжет
Пегги Сью Боделл не хочет идти на 25-летний юбилей окончания школы, но под давлением своей дочери, Бет, сдаётся и составляет ей компанию. Пегги Сью только что развелась с мужем, своей школьной любовью – Чарли, что как раз и является главной причиной нежелания идти на встречу: все будут её спрашивать об отсутствующем Чарли — они ведь были женаты с тех пор, как она забеременела по окончании школы.
Придя на встречу выпускников, Пегги Сью счастлива встретить старых подруг Мэдди и Кэрол, они погружаются в воспоминания о старых школьных деньках и обсуждают как изменились времена и их одноклассники. Неожиданно появляется Чарли, сразу становясь причиной неловкой сцены — Пегги Сью его игнорирует. Напряжение уходит, когда ведущий начинает объявлять «короля и королеву вечера». В своё время ими были Чарли и Пегги Сью. Теперь король — Ричард Норвик, объект насмешек и изгой в прошлом, теперь ставший компьютерным гением-мультимиллионером. Пегги Сью объявляют королевой, но поднявшись на сцену, она падает в обморок.
Очнувшись, она обнаруживает, что вернулась в весну 1960 года, в свой выпускной школьный год, что она просто потеряла сознание при всеобщей сдаче крови. Поначалу Пегги считает, что она умерла на встрече выпускников, но позднее приходит к выводу, что просто вернулась в свою юность. Она потрясена от встречи с членами своей семьи, ещё такими молодыми, теперь она вновь может говорить с родственниками, умершими позднее. Посещая школьные уроки она видится со школьными друзьями, такими юными теперь. В то же время, теперь на простые вопросы она может давать зрелые ответы, опираясь на свой жизненный опыт. К примеру, на вопросы своей матери, о причине своего возможного будущего развода с Чарли, она отвечает: «Коммунальные платежи». А в качестве совета о том, как быстро разбогатеть, рекомендует поехать в Англию и открыть The Beatles.
Пегги смущена этим старым/новым миром и очарована возможностью пережить заново школьные времена и говорить теперь то, что она всегда хотела сказать (дать отпор грубой девочке или прямо заявить учителю математики о том, что ей никогда в жизни не понадобится алгебра). Она использует эту возможность, чтобы наладить испорченные отношения со своей младшей сестрой Ненси. Одна вещь её расстраивает — она по-прежнему ходит на свидания с Чарли. Она разрывает с ним отношения и закручивает кратковременный роман с Майклом Фицсиммонсом — парнем, с которым всегда хотела переспать.
Вскоре Пегги Сью замечает, что этот восемнадцатилетний Чарли совершенно отличается от того Чарли, от которого она ушла в 1985 году — и Пегги начинает вновь в него влюбляться, хотя их отношения всё ещё усложнены проблемами. Между тем, она встречается с молодым (и ещё отверженным) Ричардом и просит его консультации по вопросу путешествия во времени. В ходе беседы сообщает ему о том, как будет развиваться промышленность в будущем, называет ему вещи ещё неведомые в шестидесятых. Он, как ни странно, верит, кое-что воспринимает с готовностью — ведь это соответствует его представлениям о будущем. Верит Пегги Сью и её дед, который в компании своих сверстников соглашается отправить её обратно при помощи странного ритуала, во время которого Пегги исчезает.
В то время как все верят, что её исчезновение — результат таинственного ритуала, оказывается, что её похитил Чарли, воспользовавшись внезапным отключением электричества. Он снова признаётся в любви к Пегги Сью и дарит ей медальон, который она носит в начале фильма. Понимая, что от судьбы не уйти, Пегги Сью целует Чарли, они занимаются любовью, после которой Пегги должна забеременеть и выйти за него замуж. В следующий момент она возвращается во времени назад.
Пегги Сью приходит в себя в госпитале, у кровати сидит Чарли. Мысли о том, что ей это всё приснилось, прекращаются, как только Чарли среди прочих поздравлений вручает ей книгу Майкла Фицсиммонсона, посвященную ей. Чарли глубоко раскаивается в своих изменах и говорит Пегги Сью, что он хочет к ней вернуться. Она смотрит на него новыми глазами, и в них видна надежда на преодоление разногласий.

## В ролях
- Фрэнсис Форд Коппола — режиссёр
- Пол Р. Гуриан — продюсер
- Барри М. Осборн — исполнительный продюсер
- Джордан Кроненвет — оператор
- Дин Тавуларис — художник-постановщик
- Барри Малкин — монтажёр
- Теадора ван Рункль — художник по костюмам
- Джон Барри — композитор

- Кэтлин Тёрнер — Пегги Сью Боделл
- Николас Кейдж — Чарли Боделл
- Барри Миллер — Ричард Норвик
- Кэтрин Хикс — Кэрол Хит
- Джоан Аллен — Мэдди Нагл
- Кевин Дж. О’Коннор — Майкл Фитцсиммонс
- Джим Керри — Уолтер Гетц
- Лиза Джейн Перски — Делорес Додж
- Люсинда Дженни — Розали Теста
- Уил Шрайнер — Артур Нагл
- Хелен Хант — Бет Боделл
- Леон Эймс — дед Пегги Сью
- Морин О’Салливан — бабка Пегги Сью
- Барбара Харрис — мать Пегги Сью
- Дон Мюррей — отец Пегги Сью
- София Коппола — Ненси (сестра Пегги Сью)
- Гленн Уитроу — Терри

## Награды и номинации
Список наград и номинаций приведён в соответствии с данными IMDb.

### Награды
| Год  | Событие                                         | Номинация                                          | Награждённый      |
| ---- | ----------------------------------------------- | -------------------------------------------------- | ----------------- |
| 1986 | Премия Национального совета кинокритиков США    | Лучшая актриса                                     | Кэтлин Тёрнер     |
| 1987 | Премия «BMI Film & TV Awards»                   | BMI Film Music Award                               | Джон Барри        |
| 1987 | Премия Американского общества кинематографистов | Лучшая операторская работа в художественном фильме | Джордан Кроненвет |

### Номинации
| Год  | Событие                    | Номинация                                | Номинант                                               |
| ---- | -------------------------- | ---------------------------------------- | ------------------------------------------------------ |
| 1987 | Кинопремия «Оскар»         | Лучшая женская роль                      | Кэтлин Тёрнер                                          |
| 1987 | Кинопремия «Оскар»         | Лучшая операторская работа               | Джордан Кроненвет                                      |
| 1987 | Кинопремия «Оскар»         | Лучший дизайн костюмов                   | Теадора ван Рункль                                     |
| 1987 | Кинопремия «Сатурн»        | Лучший научно-фантастический фильм       |                                                        |
| 1987 | Кинопремия «Сатурн»        | Лучшая киноактриса                       | Кэтлин Тёрнер                                          |
| 1987 | Кинопремия «Сатурн»        | Лучший дизайн костюмов                   | Теадора ван Рункль                                     |
| 1987 | Золотой глобус             | Лучший фильм (комедия или мюзикл)        |                                                        |
| 1987 | Золотой глобус             | Лучшая женская роль (комедия или мюзикл) | Кэтлин Тёрнер                                          |
| 1988 | Премия «Sant Jordi Awards» | Лучшая иностранная актриса               | Кэтлин Тёрнер также за роль в фильме «Джулия и Джулия» |